# 郝汝松
郝汝松（1534年—1593年），字茂甫，號鹤玄，陝西延安府綏德州人，明朝政治人物。

## 生平
嘉靖三十四年（1555年）乙卯科陝西鄉試第四十一名舉人。隆慶二年（1568年）中式戊辰科會試第一百六名，二甲第四十名進士。兵部观政，授四川潼川州知州，改山東濟寧州，萬曆二年（1574年）任直隸霸州（今河北省霸州市）知州。历升荆州府同知、荆州府知府，万历十三年（1585年）二月升山东霸州兵备副使，次月抚治郧阳都御史毛鋼奏劾郝汝松赇贿巨万，皆于藉没张居正及诸宗室取之。得旨：下抚按官逮讯。家中藏书数万卷，以著书立说为己任。万历二十一年病卒于家。著有《假我集》十六卷。

## 家族
曾祖郝寍；祖父郝思溫，壽官；父郝光，母賀氏；繼母陳氏；繼母劉氏。重庆下。弟汝楠（听选官）、汝梁。子郝宗元，孫郝濬。